# Musée de la collection de Jean-Paul II
Le musée de la collection Jean-Paul II (polonais : Muzeum Kolekcji im. Jana Pawła II) à Varsovie, aussi connu comme la galerie Porczyński ou la collection Carroll-Porczyński, est un musée d'art situé dans le bâtiment qui accueillait anciennement la Bourse de Varsovie et la Banque nationale de Pologne.
Sa collection, l'une des plus prestigieuses de Varsovie, comprend autour de 400 pièces de peinture et de sculpture, essentiellement de vieux maîtres et d'impressionnistes mais aussi de nombreuses copies d'œuvres européennes.

## Histoire
Après la destruction de Varsovie à la suite de la Deuxième Guerre mondiale, beaucoup d’effort a été entrepris pour renvoyer les biens culturels spoliés à la capitale de Pologne. La première tentative pour la création de ce musée remonte à l’époque où Zbigniew et Janina Porczyński ont commencé à réunir les pièces de cette collection en 1981. Dans les trois premières années, le couple s'est concentré sur l'acquisition de peintures avec des thèmes bibliques, pour passer plus tard aux portraits et aux tableaux impressionnistes. En 1986, le couple a transféré plus de 400 œuvres à l'archidiocèse de Varsovie et a créé une fondation pour superviser la collection. La première partie de la collection a été exposée le 5 novembre 1987 au musée de l'archidiocèse de Varsovie (Muzeum Archidiecezji Warszawskiej) dans la rue Solect. La deuxième partie a été exposée du 14 septembre au 30 décembre 1988.

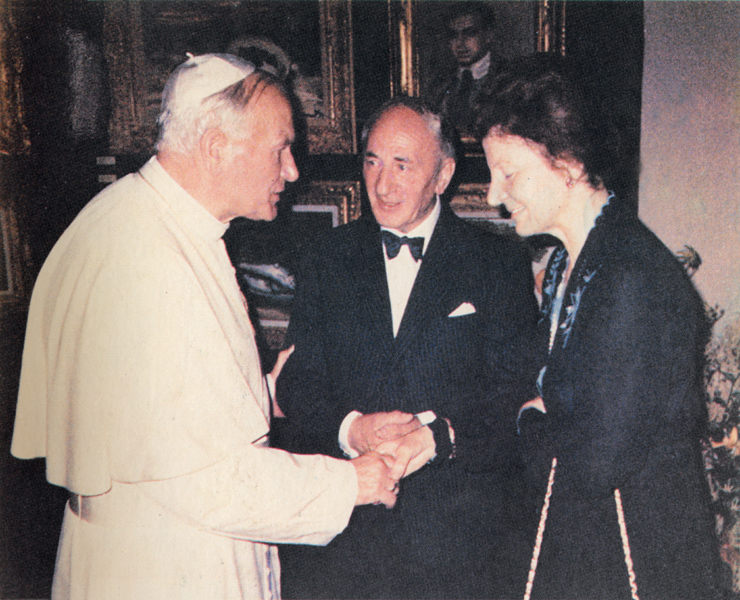
Pope John-Paul II avec Janina et Zbigniew Karol Porczynski

## Critique
Depuis 1987, de nombreux experts de l'art ont mis en doute l'authenticité de nombreuses œuvres importantes de la collection. Les historiens de l'art Mieczysław Morka et Waldemar Łysiak ont alimenté à plusieurs reprises cette critique. Une peinture signée par Alfred Sisley (Paysage de la rivière) s'est par exemple révélée être une falsification réalisée par Tom Keating.

## Collection
La collection est exposée dans huit pièces, organisées par thèmes : les Impressionnistes, la mythologie et les allégories, portraits et autoportraits (dans les deux étages de la salle de La Rotonde), les mères et les enfants, les effigies de la Vierge et l'Enfant, les thèmes bibliques, les natures mortes et des paysages (dans la galerie) et une salle consacrée à la peinture monumentale Baptême de la Lituanie (1889) par Wojciech Gerson.
Parmi les artistes représentés figurent Paris Bordone, Cornelis van Haarlem, José de Ribera, William-Adolphe Bouguereau, Pierre-Auguste Renoir, van Gogh et une importante collection de tableaux du peintre Suisse Fritz Zuber-Bühler.

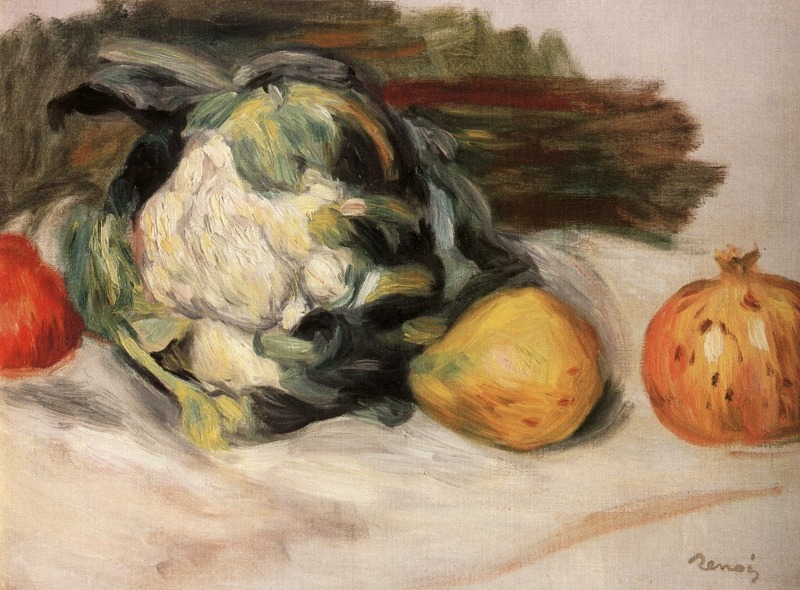
Chou-fleur et grenades, huile sur toile, Pierre-Auguste Renoir, (1890)
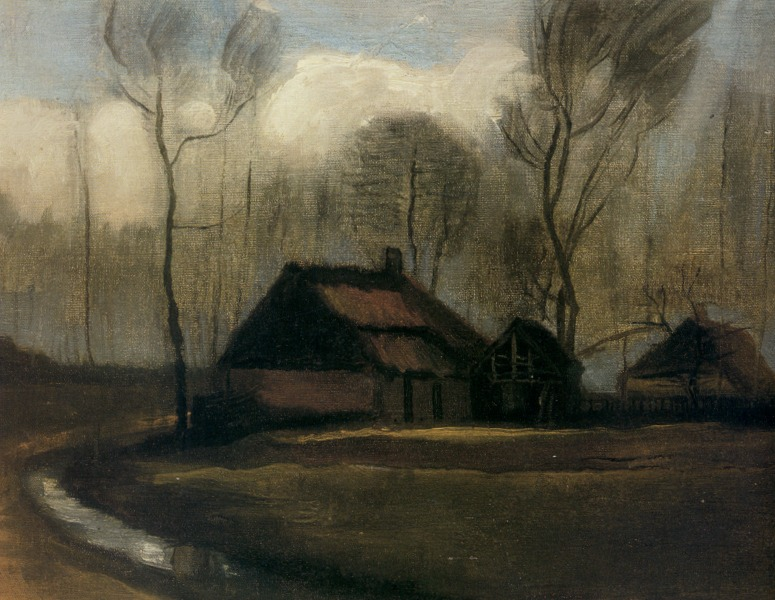
Ferme à Hoogeveen, huile sur toile montée sur panneau, Vincent van Gogh, (1883)
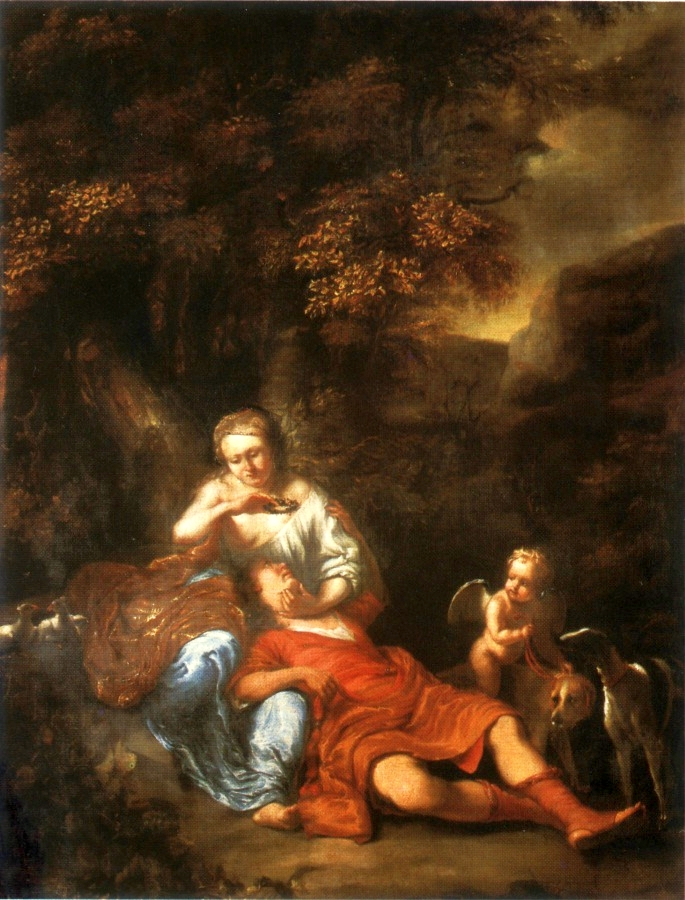
Venus et Adonis, huile sur toile, Ferdinand Bol, (1630)
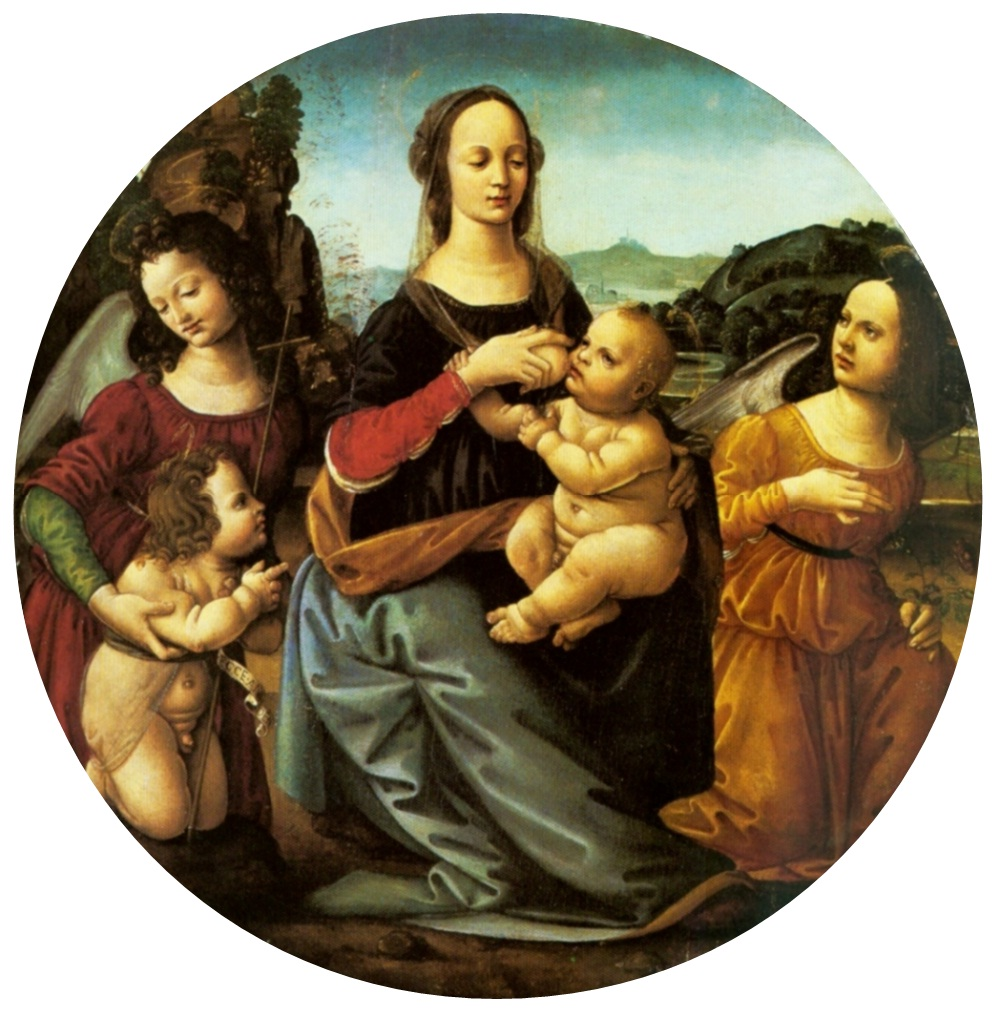
Vierge à l'Enfant avec saint Jean-Baptiste et anges, huile sur bois, Lorenzo di Credi, (début du XVIe siècle)
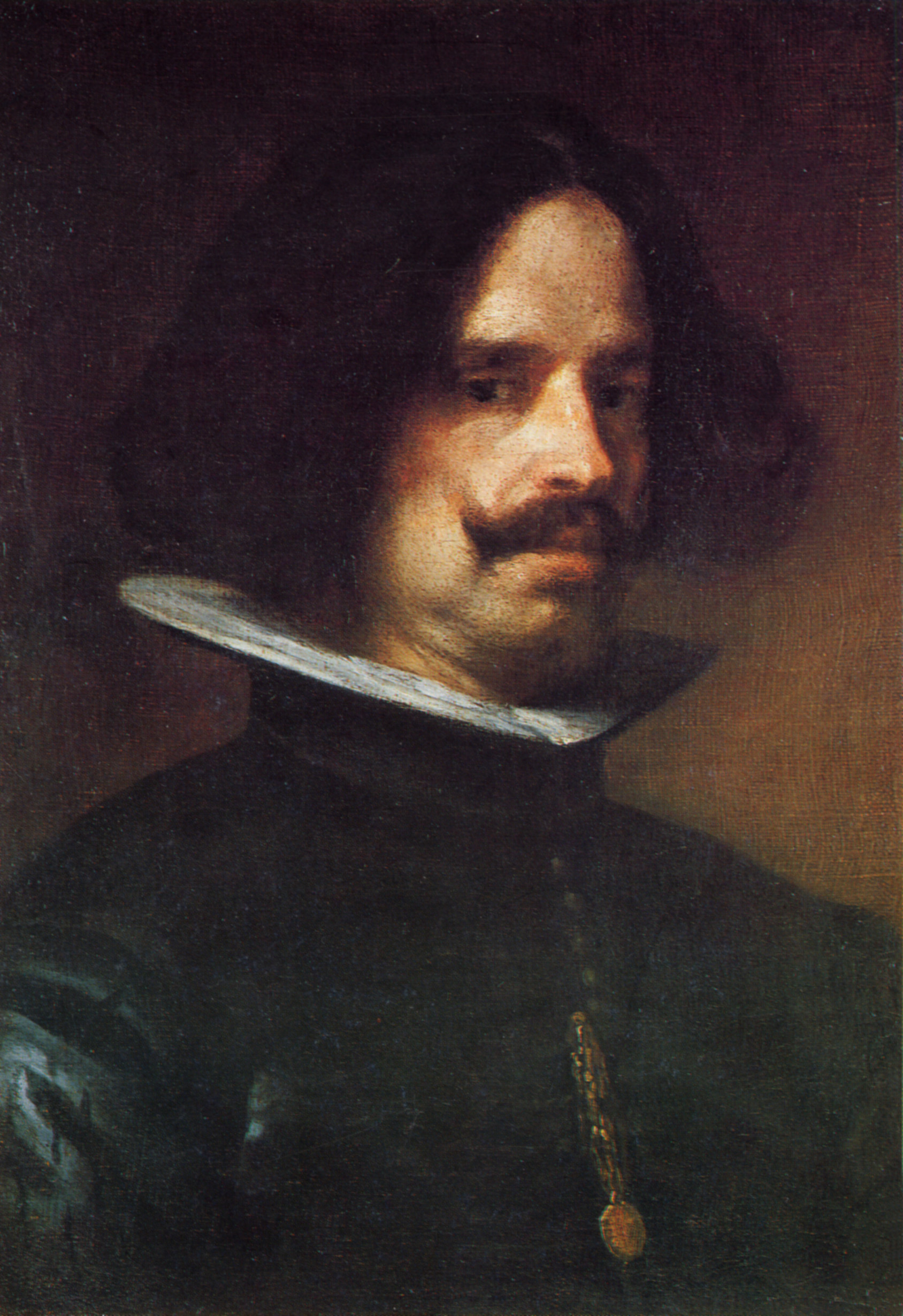
Autoportrait, huile sur toile, Diego Velázquez, (avant 1660)
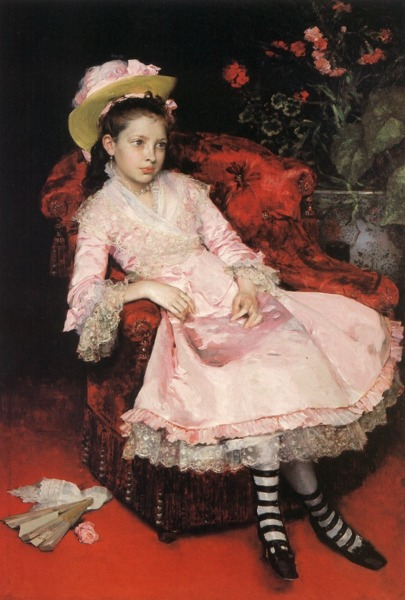
Portrait d'une jeune fille en robe rose, huile sur toile, Raimundo de Madrazo y Garreta, (1890)
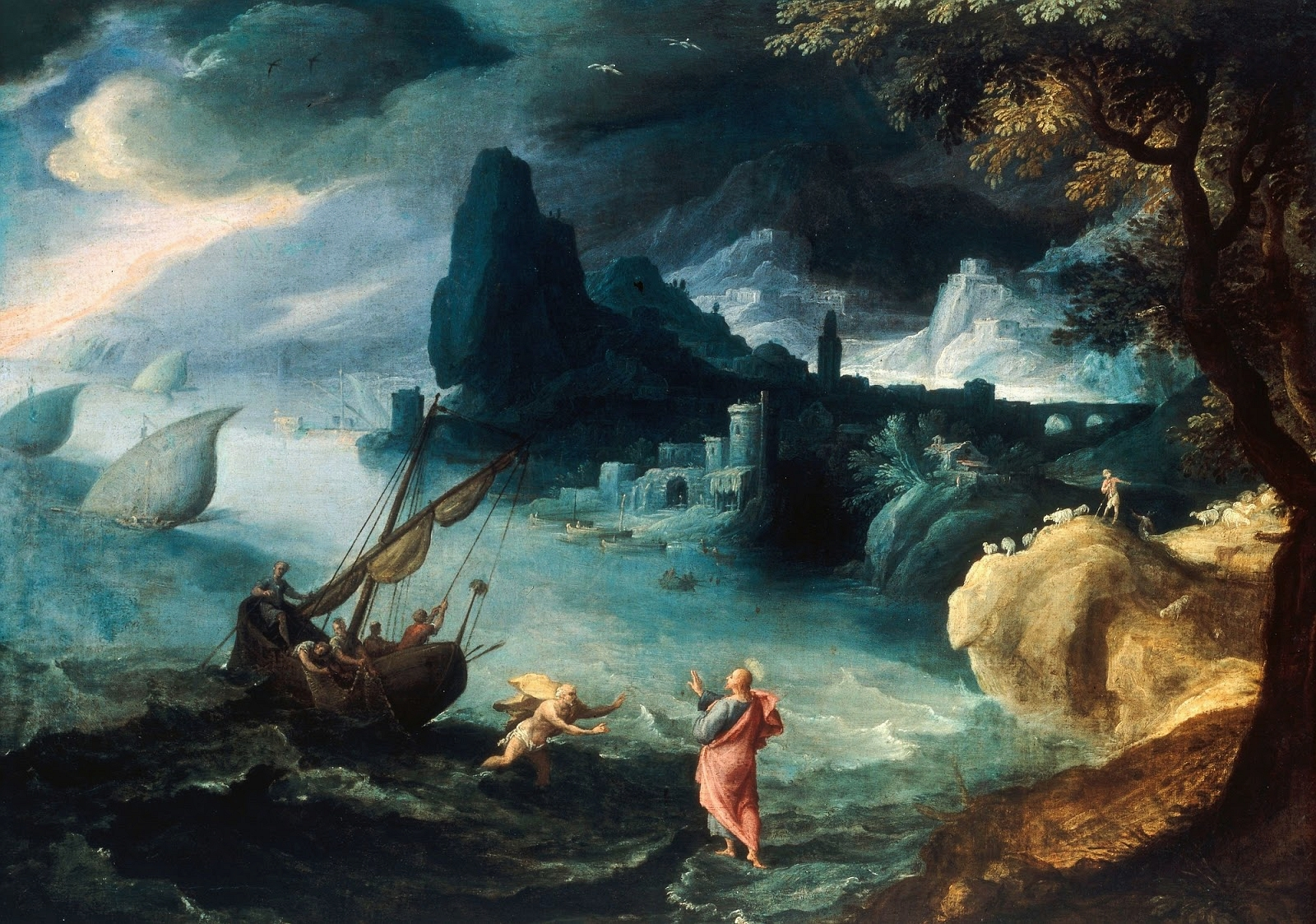
Jésus marchant sur la mer de Galilée, huile sur toile, Paul Bril, (1590)
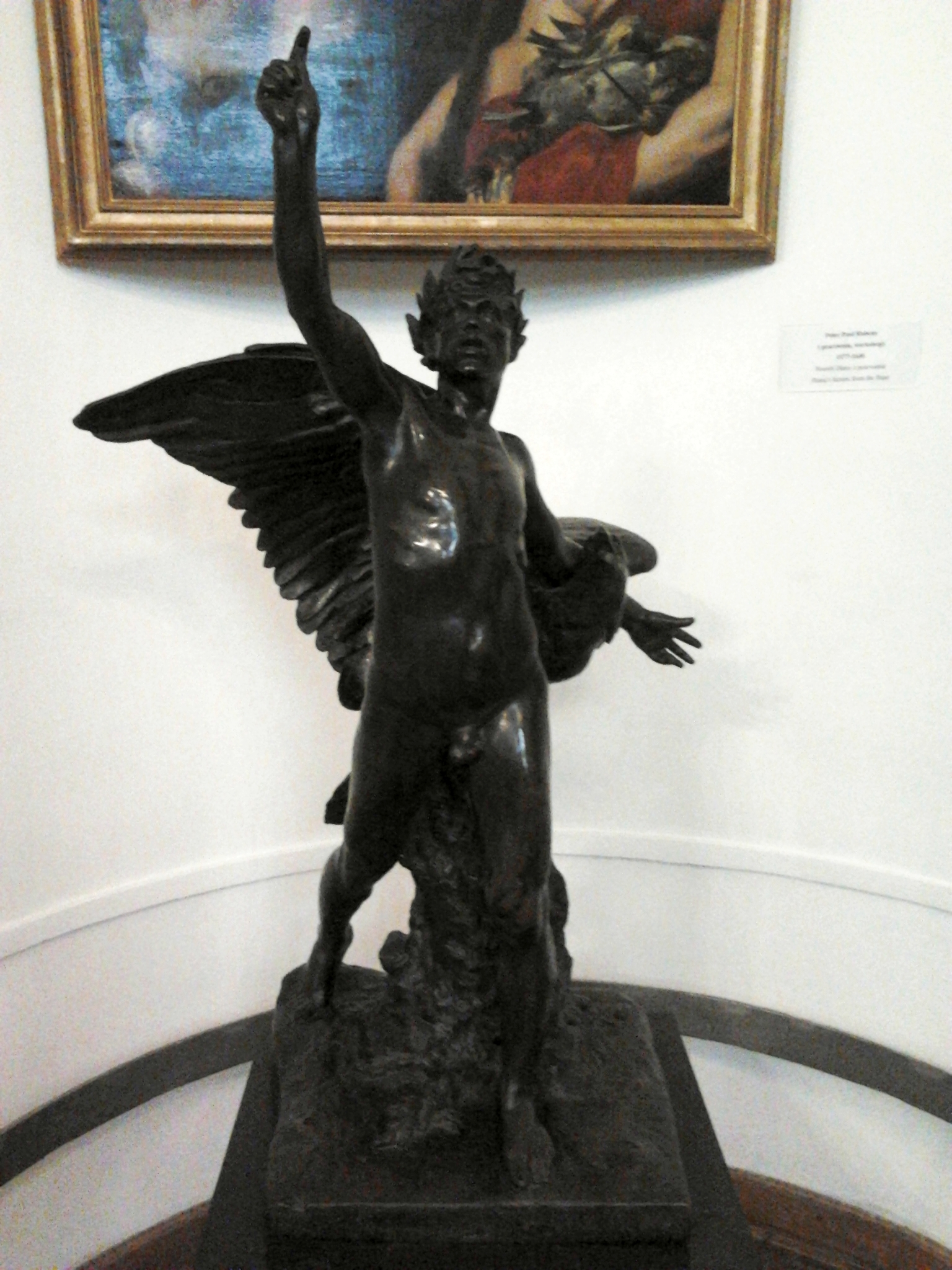
Jupiter et l'aigle, bronze, Julien Dillens, environ (1880)